# Fomoria eriki
Fomoria eriki is een vlinder uit de familie van de dwergmineermotten (Nepticulidae). De wetenschappelijke naam voor deze soort is voor het eerst voorgesteld als Ectoedemia eriki door de broers Aleš Laštůvka en Zdeněk Laštůvka in een publicatie uit 2000.

## Verspreiding
De soort komt voor in Noord-Macedonië en Griekenland.

## Waardplanten
De rups leeft op Hypericum olympicum en Hypericum perfoliatum (Hypericaceae).